# 美国小企业管理局
美国小企业管理局（英語：U.S. Small Business Administration，SBA）是一个美国政府独立机构，为企业主和小企业提供支持。小企业管理局的任务是“通过促进小型企业的建立和生存，并在灾后协助社区的经济复苏，维持和加强国家经济”。该机构的活动被概括为资本、合同和咨询的“3Cs”。奥巴马总统于2012年7月宣布，他将把SBA提升进入内阁，从而使小企业管理局局长成为内阁级别的职位。
小企业管理局的贷款是通过银行、信用合作社和其他与小企业管理局合作的贷款机构发放的。小企业管理局为部分贷款提供了政府担保。根据《经济复苏法案》和《小企业就业法案》 ，小企业管理局的贷款得到补充，并对小企业提供90%的贷款资金担保，以加强小企业在2008年次贷危机后获得资本的机会。2010年末，该机构的贷款规模创下历史新高。

## 历史
小企业管理局的前身是“重建金融公司”。1932 年为减轻大萧条对企业的影响，美国总统胡佛设立了重建金融公司，旨在为所有受到冲击的企业提供政府贷款，这一做法被继任者罗斯福总统承袭。二战期间，当大企业因战争物资需求剧增而蓬勃发展时，小企业生存空间空前狭小，其生存一度成为社会关注焦点，美国于 1942 年设立了一家临时性机构，为小企业主提供政府贷款，同时鼓励金融机构为小企业放贷。二战后，这家机构被并入重建金融公司。在艾森豪威尔总统的推动下，1953年美国设立美国小企业管理局，负责向小企业提供援助和咨询，保护小企业利益，维护自由竞争的企业生态，促进国民经济全面发展。小企业管理局于1958年美国国会通过“小企业法”，成为“永久性联邦机构”。其职能过去和现在都是“尽可能援助、咨询、协助和保护小企业的利益”。